# Portsea Island
Portsea Island är en halvö i Storbritannien.   Den ligger i kommunen City of Portsmouth i riksdelen England, i den södra delen av landet, 100 km sydväst om huvudstaden London.